# 丰乐镇 (泸州市)
丰乐镇，是中华人民共和国四川省泸州市纳溪区下辖的一个乡镇级行政单位。

## 行政区划
丰乐镇下辖以下地区：
牛背石社区、罗东村、石通村、沙坪村、天台村、大田村、马村、保安村、五里村、中华村、皂角村和白合村。